# Портрет художника С. Бахлулзаде (Нариманбеков, 1959)
«Портрет художника С. Бахлулзаде» (азерб. Rəssam S. Bəhlulzadənin portreti) — портрет видного азербайджанского художника Саттара Бахлулзаде, выполненный в 1959 году азербайджанским художником Тогрулом Нариманбековым. 
Работа, как отмечает искусствовед Нуреддин Габибов, выполнена в остропсихологическом ключе. Саттар Бахлулзаде, по словам Габибова, здесь находится во власти раздумий и воспоминаний. Клубы сигарного дыма окутали его смуглое, худое, аскетическое лицо: спокойствие и интимность атмосферы интерьера, как отмечает Габибов, как бы соответствуют творческому настроению художника.
По словам искусствоведа Асада Гулиева, Нариманбеков создал скорее изображение внутреннего мира и психологического состояния своего друга, далёкий от восприятия позы. На картине Бахлулзаде в окружении картинных рамок и с папиросой в руках, как отмечает Гулиев, как бы думает над каким-либо своим произведением. Согласно Гулиеву, колоритное решение произведения выполнено мастерски и придаёт оживлённость образу в картине.